# Schljakovia kunzeana
Schljakovia es un género monotípico de musgos hepáticas perteneciente a la familia Anastrophyllaceae. Su única especie es: Schljakovia kunzeana.  

## Taxonomía
Schljakovia kunzeana fue descrita por (Huebener) Konstant. & Vilnet y publicado en Arctoa, a Journal of Bryology 18: 66. 2009[2010].
Sinonimia
- Jungermannia kunzeana Huebener
- Lophozia kunzeana (Huebener) A. Evans